# 硼氢化钠
硼氢化钠是一种无机化合物，分子式NaBH4。硼氢化钠为白色粉末，容易吸水潮解，可溶于水和低级醇，在室温下与甲醇迅速反应生成氢气。在无机合成和有机合成中硼氢化钠常用做还原剂。通常情况下，硼氢化钠无法还原酯，酰胺，羧酸及腈类化合物，但当酯的羰基α位有杂原子存在时例外，可以将酯还原。在与硼氢化钠接触后可能会有有咽喉痛、咳嗽、呼吸急促、头痛、腹痛、腹泻、眩晕、眼结膜充血、疼痛等不良症状。应储藏在阴凉、干燥的仓库中。防潮、防震，不可与无机酸共同储藏或运输，远离热源及易燃物品。

## 发现
硼氢化钠是在1940年代，Hermann Irving Schlesinger的团队在寻找挥发性铀化合物时发现的。这些研究之后于1953年解密、出版。
当时的目的是为了研究硼烷和一氧化碳络合物的性质，但却发现了硼烷对有机羰基化合物的还原能力。由于当时硼烷属于稀有物质，因此并没有引起有机化学家的重视。硼烷化学的发展得益于第二次世界大战，当时美国国防部需要寻找一种分子量尽量小的挥发性铀化合物用于裂变材料铀235的富集。硼氢化铀U(BH4)4符合这个要求。该化合物的合成需要用到氢化锂，然而氢化锂的供应很少，于是便宜的氢化钠便被用来作原料，而硼氢化钠就在这个过程中被发现。后来，因为六氟化铀的处理工艺问题得到解决，国防部便放弃了通过硼氢化铀来富集铀235的计划，而Brown 的研究课题就变成了如何方便地制备硼氢化钠。Army Signal Corps公司对这个新化合物的野外就地制备大量氢气的用途产生了兴趣。在他们的资助下，开展了相关的工业化研究，产生了后来工业生产硼氢化钠的工艺：
4 NaH + B(OCH3)3(g) → NaBH4 + 3 NaOCH3
产物是两种固体。用醚类溶剂重结晶得到纯品硼氢化钠。

## 制备
除了上文提到的那种方法，现在还有其他的制备方法：
- Na2B4O7 + 16 Na + 8 H2 + 7 SiO2 → 4 NaBH4 + 7 Na2SiO3[5]

这个反应在723-773K、3-5个氢气压下即可完成反应。
- NaBO2 + 4 Na + 2 H2 + 2 SiO2 → NaBH4 + 2 Na2SiO3[5]

此法比上式更节省原料。
硼氢化钠可以用正丙胺或异丙胺萃取。

## 应用
硼氢化钠给有机化学家们提供了一种非常便利温和的还原醛酮类物质的手段。在此之前，通常要用金属/醇的办法来还原羰基化合物，而硼氢化钠可以在非常温和的条件下实现醛酮羰基的还原，生成一級醇、二級醇。还原步骤是先把底物溶于溶剂，一般是甲醇或者乙醇，然后用冰浴冷却，将硼氢化钠粉末加入混合物搅拌至反应完全即可。反应过程可以用薄层层析监测。如果溶剂不是醇，那么需要另加甲醇或者乙醇一同反应。硼氢化钠是一种中等强度的还原剂，所以在反应中表现出良好的化学选择性，只还原活泼的醛酮羰基，而不与酯、酰胺作用。
硼氢化钠亦可用作醛类、酮类和酰氯类的还原剂，制造硼氢化钾的中间体，制造乙硼烷和其他高能燃料的原料，用作塑料工业的发泡剂，造纸工业含汞污水的处理剂、造纸漂白剂，以及医药工业制造双氢链霉素的氢化剂。